# Timandra prouti
Timandra prouti là một loài bướm đêm trong họ Geometridae.